# Ridderskaab
Ridderskaab nebo také Ridderskab (doslova rytířstvo) byl stavovsko-politicky orientovaný svaz zemské šlechty ve vévodstvích Šlesvicko a Holštýnsko, existující od sklonku 14. století, pevně zformovaný v roce 1790 a fungující ve formě občanského sdružení dodnes. Sdružovalo v první řadě původní zemskou šlechtu s kořeny v Holštýnsku již v polovině 13. století, přibíralo posléze ale i nově příchozí a čerstvě povýšené šlechtice. Za „hvězdnou hodinu“ Ridderskaab je považován rok 1460, kdy se zemské šlechtě podařilo prosadit ve městě Ribe dohodu, která stanovila zásadu „up eewig ungedeeld“, tedy nedělitelnost Šlesvicka a Holštýnska a právo zemského rytířstva volit svého panovníka.

## Historie

### Počátky zemského rytířstva

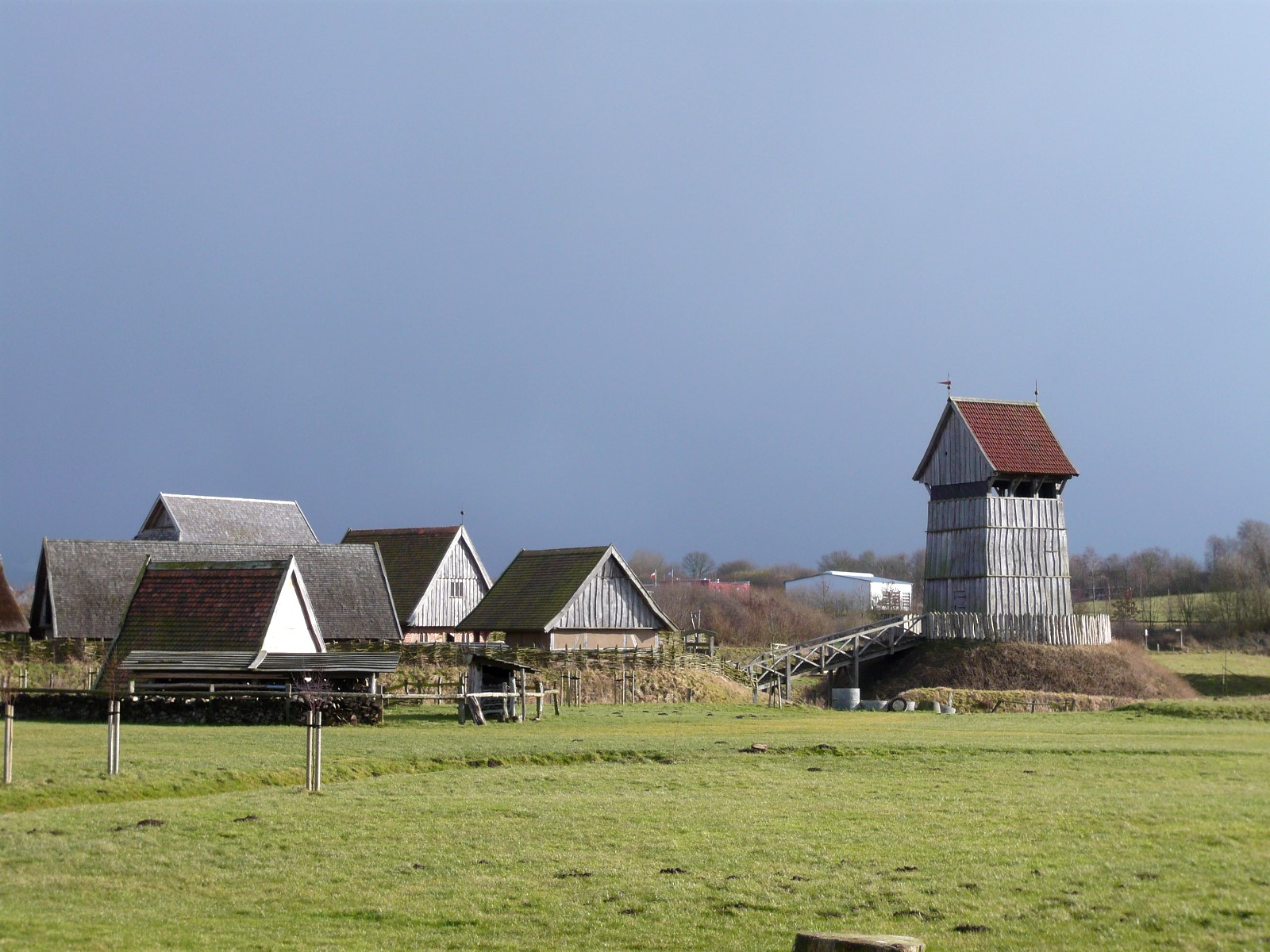
Rekonstrukce dřevěného šlechtického hradu z 13. století v Lütjenburgu

Slovo Ridderskaab pochází z dolnoněmeckého dialektu němčiny (Plattdeutsch), resp. jejího holštýnského nářečí, užívaného ve 14. a 15. století. Předkové holštýnského rytířstva pocházeli z kmene Sasů a zřejmě obývali Holštýnsko jako zemská šlechta ještě před vznikem Holštýnského hrabství v roce 1111. Před tímto datem, kdy v Holštýnsku, Sturmarsku a Ditmarsech (souhrnně v tzv. župě Nordalbingie) vládla župní správa, řízená župními soudy (tzv. Goding či Go-Thing) a farními soudy (tzv. Loding), máme doloženy jakési soudní a územní „přednosty“ (Overboden), u kterých není jisté, jestli šlo o správní úředníky nebo o staré rodové předáky. V průběhu 12. století pomáhali holštýnským hrabatům z rodu Schauenburgů jejich družiníci kolonizovat Slovany obývaný kraj Vágrii (Wagrien), kde také vzniklo nejvíce šlechtických statků (adliges Gut). Feudalizaci Holštýnska usnadnilo vyvázání se schauenburských hrabat ze závislosti na saském vévodovi Jindřichu Lvovi v roce 1181, a tím jejich přímé podřízení říši. Od počátku 13. století se objevují doklady o lenních vztazích hrabat k jejich vlastní šlechtě. Když byl hrabě Gerhard IV. Holštýnsko-Rendsburský v roce 1386 v rámci dohody z Nyborgu obléněn Šlesvickým vévodstvím (definitivně jej jeho rod získal roku 1440), které se dosud nacházelo ve svazku s Dánským královstvím a od roku 1326 bylo holštýnským hrabatům občas zastavováno, započala expanze a osídlování nových, neosídlených krajů holštýnskou německou šlechtou a tím rychlá germanizace Šlesvicka.

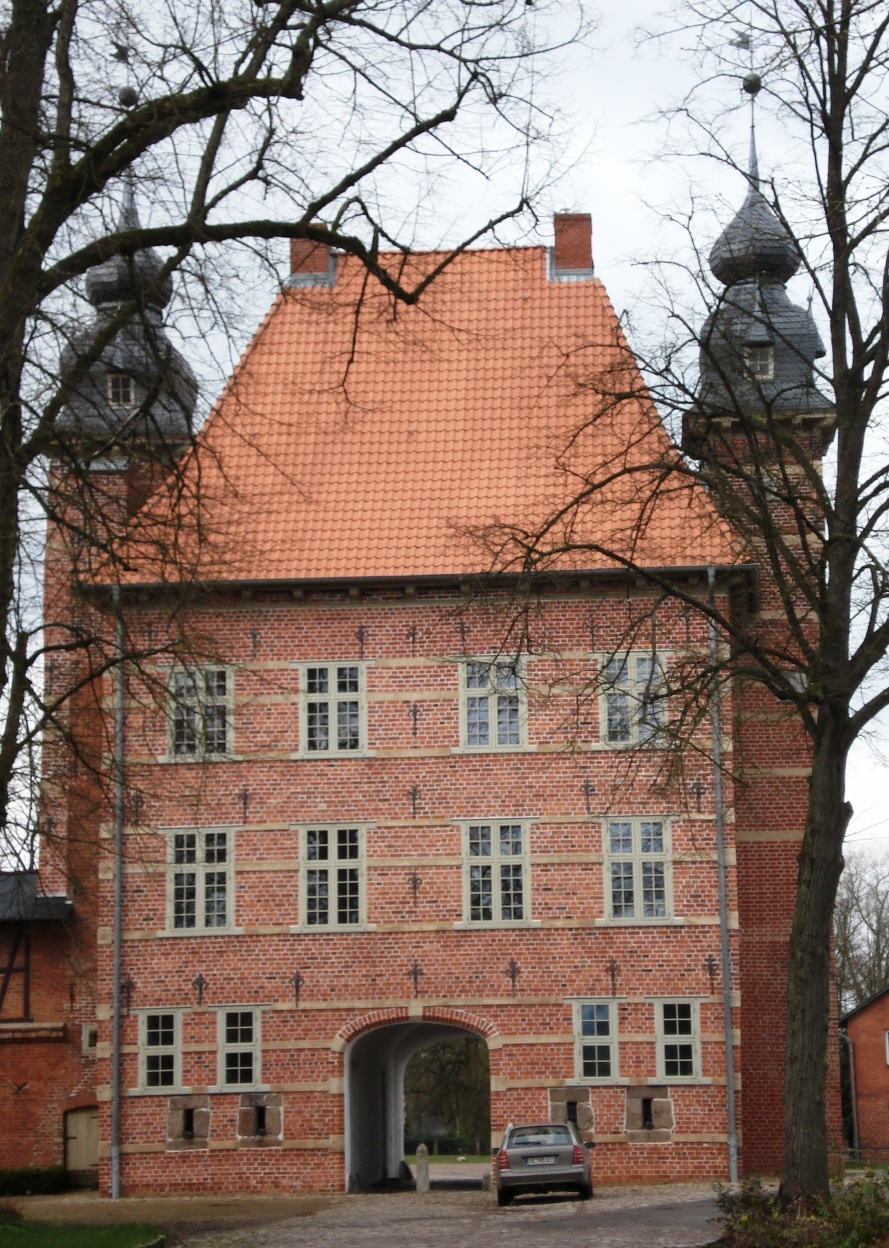
Branský dům statku Seeedorf severně od Bad Segebergu

 Německy, resp. dolnoněmecky mluvící Ridderskaab se podařilo zcela potlačit původní šlesvickou šlechtu dánského původu, o které mnoho nevíme, a degradovat jí na úroveň bohatých svobodníků. O této vojenské šlechtě dánského původu (Heermanenadel) je k nalezení jen několik krátkých zpráv ze 13. století, které uvádí, že tato šlechta byla povinována jen šlesvickému vévodovi (z dánského královského rodu) a nikoli pak samotnému dánskému králi, jehož byl vévoda leníkem. Tito rytíři také neplatili daně a měli pouze povinnost sloužit vévodovy na koni a ve zbroji, kdykoli to vévoda potřeboval. V roce 1313 navíc získal vévoda Erik II. právo udílet těmto svým rytířům nejen vlastní, ale také královské statky na území Šlesvicka (statky nazývané starodánsky Konunglef - doslova „královské právo“). Jaký vliv měly tyto výsady na vznik Ridderskaab ovšem nelze zjistit. Dodnes je mezi Ridderskaab zastoupen rod Holcků, který vzešel z této původní šlesvické šlechty s dánskými kořeny. Holštýnská Ridderskaab po roce 1386 ve Šlesvicku osídlila především liduprázdné východní Šlesvicko: kraje Dänischer Wohld (doslova „Dánský les“), Schwansen a Angeln (posledně jmenov. doslova „Kraj Anglů“). V roce 1397 se mnoho členů Ridderskaab podílelo na vnitrodynastickém sporu Schauenburgů. Z toho roku máme také doklad o existenci zemského sněmu, který se scházel v Bornhövedu, místě historické bitvy a vítězství Holštýnských nad Dány roku 1227. Na sněmu v roce 1397, na kterém vedle rytířů zasedala také města a preláti, a který řešil otázku přerozdělení hrabství mezi několik větví rodu Schauenburgů, bylo 28. srpna ustanoveno, že každý zeměpán může některému svému družiníkovi či jiné osobě udělit ze svého údělu v léno statek, ovšem takovýto lenní statek i jeho pán budou mít stejnou povinnost dávek i služby ve zbrani vůči všem zeměpánům. Zásada, že lenní šlechta podléhá všem zeměpánům společně, se v Holštýnsku a posléze i ve Šlesvicku uplatňovala až do 18. století – vždy, když těmto státečkům vládlo více zeměpánů. 24. července 1422 se pak rytířstvu podařilo vymoci si na holštýnsko-rendsburském hraběti Adolfu VIII., vévodovi šlesvickém, podpis tzv. Daňového zákona (Bedegesetz), dle kterého nebyla zemská šlechta povinná vojenskou pomocí svému vladaři, pokud nebyla ohrožena její vlastní zem. Rovněž byla osvobozena od všech povinných daní, s výjimkou podílu na věnu zeměpánových dcer (Fräuleinsteuer) a mimořádné daně v případě, že by vládce prohrál velkou bitvu. Jakékoli jiné daně či pomoc měly mít charakter dobrovolných a mimořádných příspěvků, které si nebylo možné vynutit.

### Dohoda z Ribe

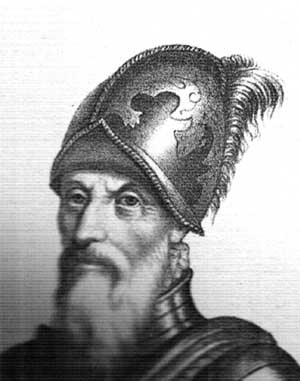
vojevůdce Johann Rantzau

Poslední hrabě z Holštýnska-Rendsburgu a zároveň šlesvický vévoda, Gerhard VI. Schauenburský, ustanovil před svou smrtí za dědice Holštýnska-Rendsburgu hraběte ze Schauenburgu a Holštýnska-Pinnebergu z poslední žijící větve rodu. Dědicem Šlesvicka se měl stát Gerhard (též Gerd), mladší bratr dánského krále Kristiána I. Kristián (stejně jako Gerd) byl synovcem Gerharda VI., a ten mu sám v roce 1449 pomohl dosáhnout dánského, norského a švédského trůnu. Po smrti hraběte-vévody Gerharda však do celé záležitosti aktivně vstoupilo sebevědomé, formující se zemské rytířstvo. Rytíři si nepřáli opětovné rozdělení země, jednotné od roku 1386 a spojili se s králem Kristiánem, kterému nabídli v obou zemích vládu. Na sněmu v Ribe (německy Ripenu) se šlechtě podařilo obě severoněmecké země proměnit ve stavovskou volenou monarchii a Kristiána zvolit za pána jako vévodu a hraběte. Pokud šlo o Kristiánovy příbuzné a potomky, platilo, že Kristiánův rod má přednostní nárok na vládu, ovšem v rámci jeho rodu mohou zemské stavy zvolit kohokoli budou chtít. Pouze, měl-li by aktuální vladař jediného syna, museli by se stavové rozhodnout pro něj. Navíc ovšem platilo, že panovníkem Šlesvicka a Holštýnska může být jen ten, kdo potvrdí a bude dodržovat veškeré historické zemské výsady. Neudělá-li to, nemá nárok vládnout a stavy již nebudou ve své volbě ničím omezení. Nejznámější částí dohody z Ribe je však ustanovení, podle kterého mají být obě země „dat se blive ewich tosamende ungedelt“ od 19. století zkracováno a jazykově pozměněno na „up eewig ungedeeld“, tedy ustanovení zakazující „na věky“ od sebe Šlesvicko a Holštýnsko oddělit a dát jim různé vladaře. Ani jedna ze zemí neměla být přímo závislá na Dánsku, resp. přinejmenším na rozhodnutích dánské říšské rady. Holštýnsko ovšem podléhalo do jisté míry Svaté říši římské, jíž bylo součástí, a vůli císaře musel v Holštýnsku respektovat i dánský král. Šlesvicko zase, tak jako předtím, setrvávalo v lenním svazku s Dánskem, ovšem dánský král neměl z tohoto titulu právo vměšovat se do vnitřních záležitostí země, tuto možnost mu dával výlučně titul panujícího šlesvického vévody. Ridderskaab obdržela navíc tzv. „statečné polepšení“ (tapfere Verbesserung), které zakládalo povinnost každoročních zemských srazů: pro Holštýnsko v Bornhövedu a pro Šlesvicko v Urnehövedu. Na srazy však měla právo dojíždět šlechta (spolu s městy a preláty) z obou, nyní plně sjednocených, zemí, i když v té druhé z nich třeba nevlastnila statky. Srazům předsedal dánský král, pokud neměl čas či možnost se dostavit, pak tzv. Rada dvanácti, složená z biskupů ze Šlesviku a z Lübecku a dále z pětice šlechticů z každé z obou zemí. Kláštery ani města v Radě dvanácti zastoupena nebyla. Král Kristián se navíc v Ribe zavázal vyplatit ze svého odškodnění pro odmítnuté původní uchazeče. Smlouva z Ribe je právem považována za největší úspěch Ridderskaab a viditelnou demonstraci jeho vlivu. Na druhou stranu názory, že teprve tehdy se Ridderskaab jako politická síla zrodilo, jsou poněkud přehnané, protože šlechta hrála v životě obou zemí významnou roli již předtím.

### Zlatý věk Ridderskaab

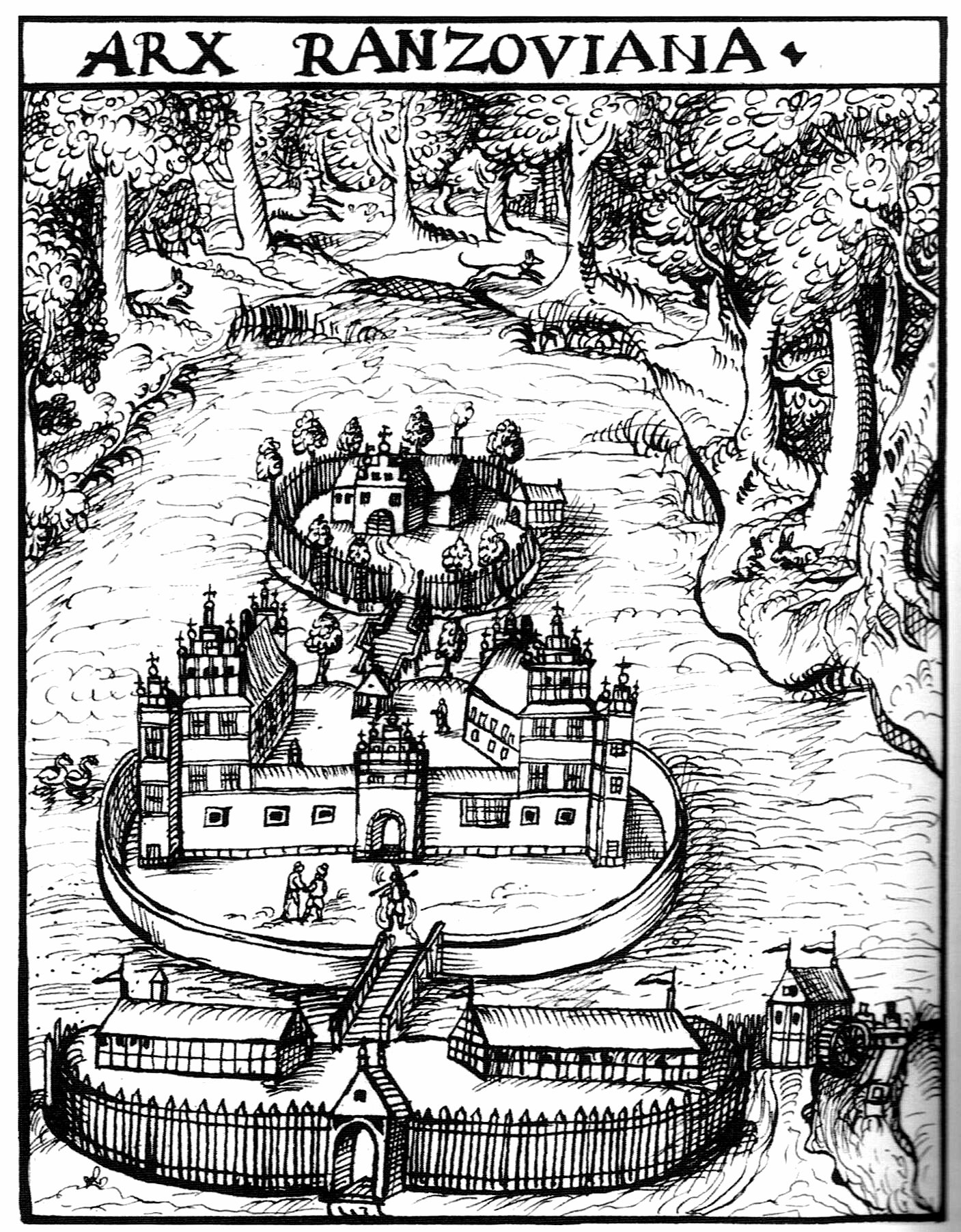
Panský dům v původním sídle rodu Rantzaů v Rantzau u Plönu, (Stav ke konci 16. století)

15. a 16. století byla obdobím téměř nepřetržitého nárůstu moci Ridderskaab. Při snahách Kristiána I. získat dostatek peněz pro oba odmítnuté kandidáty na vévodský a hraběcí stolec, které vyústili dokonce až v drobnou válku s Kristiánovým bratrem Gerhardem/Gerdem, se Ridderskaab sdružila v důraznou opozici a „ochranně-vzdorující spolek“ (Schutz- und Trutzbund) 144 šlechticů, který si za svého mluvčího zvolil Henninga Pogwische, významného šlechtice, prefekta tønderského okrsku a pána na statku Farve, tvořil v letech 1469–1480 silného protihráče královské politice. Výrazného zlepšení právního postavení se zemskému rytířstvu ve Šlesvicku a Holštýnsku (Holštýnsko bylo v roce 1474 císařem Fridrichem III. povýšeno na vévodství) dostalo od nově nastoupivšího krále Frederika I., dříve prvního gottorpského vévody. Ten udělil 6. května 1524 rytířstvu privilegium, které šlechtě a prelátům držícím statky dávalo právo hrdelního soudu nad jejich poddanými. Zároveň s tím byla naopak šlechta vyňata z příslušnosti k soudům farností (v Holštýnsku) nebo k tzv. soudům „setnin“ (tzv. Hardům, ve Šlesvicku). Protože ve vévodstvích neexistoval zemský soud, byl na základě tohoto privilegia vytvořen tzv. „šlechtický zemský soud“ (Adliges Landgericht), který zasedal od roku 1573 a jediný měl právo soudit záležitosti urozených osob. Privilegium dále rozšiřovalo celní výhody, udělené holštýnskému rytířstvu již roku 1460 a nově ty samé výhody udělovalo rytířstvu šlesvickému. Vyšší úřady v obou vévodstvích již napříště směla zastávat výhradně domácí šlechta. Zároveň s tím král zrušil dosavadní zemské srazy a nahradil je zemským sněmem, scházejícím se dvakrát ročně, jednou v holštýnském Kielu a podruhé ve šlesvickém Flensburgu. Ridderskaab jako celek mohla navštěvovat oba sněmy, ovšem v praxi se na oba zemské sněmy většinou dostavovali pouze ti šlechtici, kteří měli v obou zemích statky a ti ostatní navštěvovali jen svůj sněm. Tak jako na zemských srazech, měl držitel lenního statku právo na jeden hlas. Od roku 1588 však již existoval jen sněm jediný - v Kielu, určený pro obě vévodství a zasedající dvakrát ročně. Díky reformaci, která Šlesvicko a Holštýnsko postihla v 30. a 40. letech 16. století, ztratila Ridderskaab, napříště luterská, svého hlavního konkurenta na sněmu: dříve mocné kláštery. Některé zrušené kláštery (např. v Preetzu nebo v Itzehoe) byly přebudovány na tzv. „Damenstifty“, luterské ústavy šlechtičen, vedené po klášterním způsobu evangelickou abatyší a spolufinancované samotným rytířstvem. Když v letech 1490, 1544 a 1580 docházelo k dělení zemí mezi krále a jeho příbuzné – vévody (ovšem tak, aby nebyla porušena smlouva z Ribe, tedy každý nový zeměpán získal statky v obou zemích a nad šlechtickými statky, kláštery apod. existovala vrchní správa společná), musela Ridderskaab nejprve nového vévodu uznat, než tento mohl nastoupit vládu a předsedat sněmu (vévodou byl státoprávně i sám dánský král, jeho královská hodnost se vztahovala k Dánsku a Norsku a ve vévodstvích nijak neplatila). Za Oldenburgů bylo ovšem zrušeno ustanovení o nezbytnosti společné vlády nad šlechtickými statky. Pokud chtěl po roce 1460 některý zeměpán ze svého údělu oddělit nové léno, byl obléněný šlechtic poddán jen svému dárci. Společná správa se tedy omezila na dosavadní panství, která ovšem tvořila naprostou většinu šlechtického majetku v zemi.

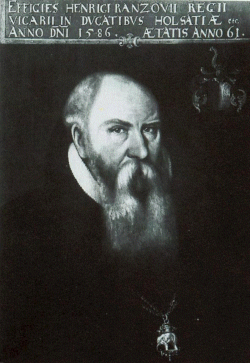
Heinrich Rantzau v 60 letech s Řádem bílého slona

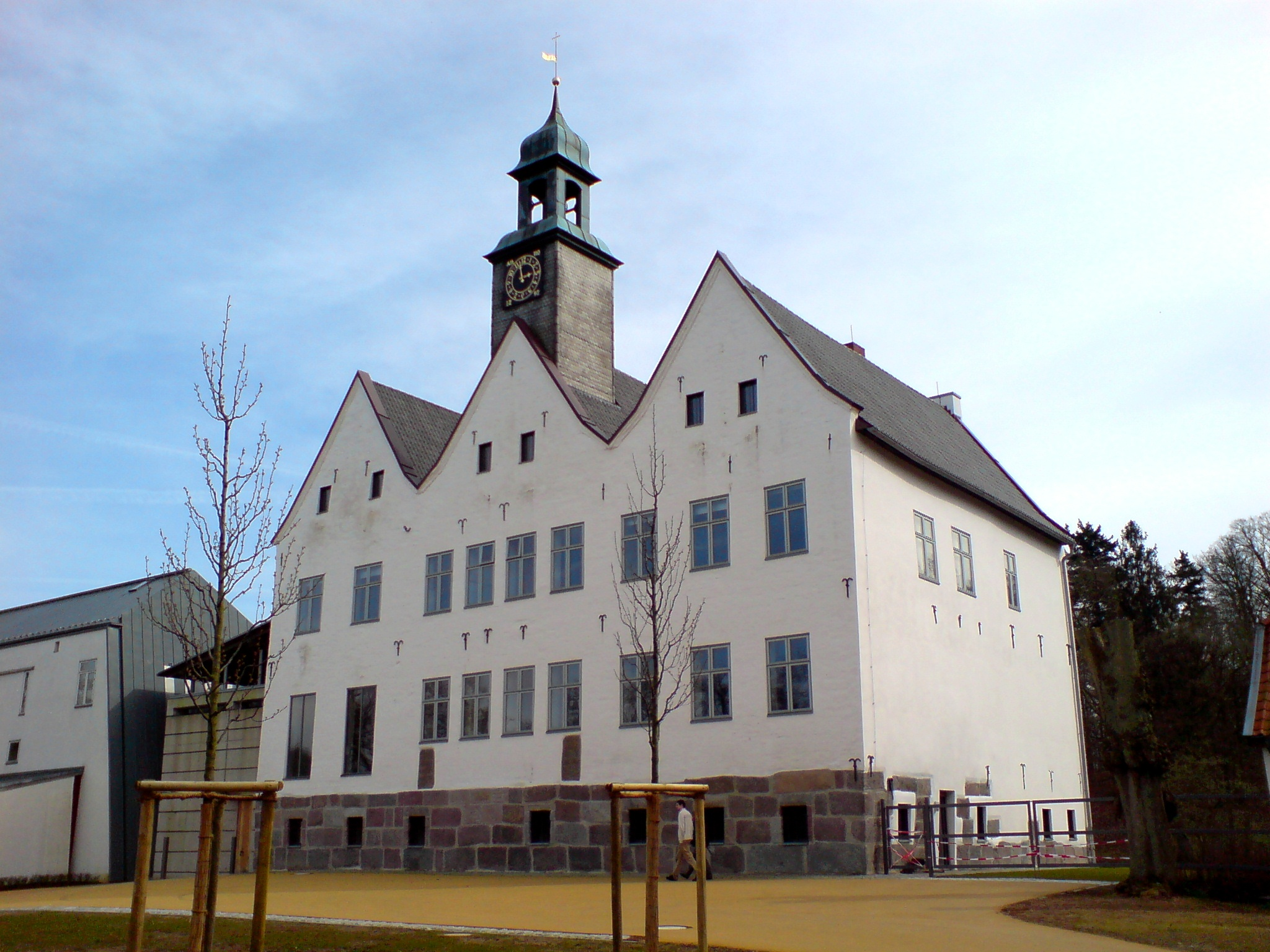
Bývalý panský dům v Nütschau s pro Šlesvicko-Holštýnsko typickou trojitou střechou

Ridderskaab se v 16. století vyznamenala na válečném poli, ve dvou válkách proti Dithmarschenské selské republice (1500 a 1559) a tzv. „Hraběcím sváru“, nástupnické válce o dánský trůn (1534–1536). Právě během hraběcího sváru mimořádně vynikl holštýnský rytíř Johann Rantzau, pán na Bothkampu a Breitenburgu, „vojevůdce tří dánských králů“. Jeho věhlas natolik překročil hranice obou vévodství, že si jeho brnění nechal pořídit arcivévoda Ferdinand Tyrolský do své „Zbrojnice hrdinů“ (Heldenrüstkammer) a dnes se nachází ve vídeňském Hofburgu. Vzhledem ke změnám techniky válčení však „šlechtic-válečník“ stále více odcházel ze scény, což se nevyhnulo ani Šlesvicko-Holštýnsku. Nahradil ho archetyp „šlechtice-hospodáře“, případně „šlechtice-mecenáše“. V druhé polovině 16. století, považované ze „zlatý věk“ Ridderskaab, začíná šlechta zavádět nové metody hospodaření, znevolňovat obyvatelstvo, budovat režijní velkostatky a také obchodovat a to i do zámoří. Např. ve východním Holštýnsku, bývalé Vágrii, kde byla nejvyšší koncentrace šlechtických statků, nezbyl do roku 1572 již ani kousek půdy v rukách svobodných sedláků, vše připadlo šlechtě. Nevolnictví, od poloviny 16. století stále tvrději prosazované, ale dosud v rozporu se zemským právem, legalizoval šlechtě tzv. Haderslebenský reces, udělený králem Kristiánem IV. 14. dubna 1614. Díky vyšším příjmům rytířstva se staré dvorce a panské domy mění na renesanční panské domy podobné malým zámkům, jako např. panský dům Blomů v Seedorfu u Plönu nebo dům v Nütschau u Oldesloe. Největší panské domy, jako Ahrensburg ve Sturmarsku Petra Rantzaua či Trøjborg u Tønderu Daniela Rantzaua bývaly pro svou výstavnost a velikost označovány jako zámky, což je pojem, užívaný jinak v severním Německu jen pro zeměpanské rezidence, nikoli pro šlechtická sídla. Nejvýznačnějším a nejznámějším šlechticem nejen 16. století ve vévodstvích byl bohatý obchodník a humanista, Heinrich Rantzau, místodržící dánského krále v obou vévodstvích (produx cimbricus), rytíř Řádu slona – nejvyššího dánského vyznamenání, bohatý obchodník, obchodující nejen s celou Evropou ale na vlastních lodích také s Amerikou. Byl vědcem, ekonomem a geografem. Již za svého života byl nazýván „Lorenzem Medicim severu“. Na svém zámku Breitenburg, v městském paláci v Segebergu a v panských domech v Nütschau, ve Wandsbeku, v Redingsdorfu a v Rantzau pěstoval vysokou renesanční kulturu, přijímal významné návštěvy z celé Evropy a věnoval se sběratelství, ze kterého je povšimnutí hodná především velká knihovna. Vedle Rantzauů se i další rody věnovali podnikání na velkostatcích, obchodu a pěstování renesanční kultury – do popředí vystoupily zejména Ahlefeldové, Blomové, Buchwaldtové, Brockdorffové, Reventlowové či Rumohrové.

### Úpadek rytířstva jako stavu

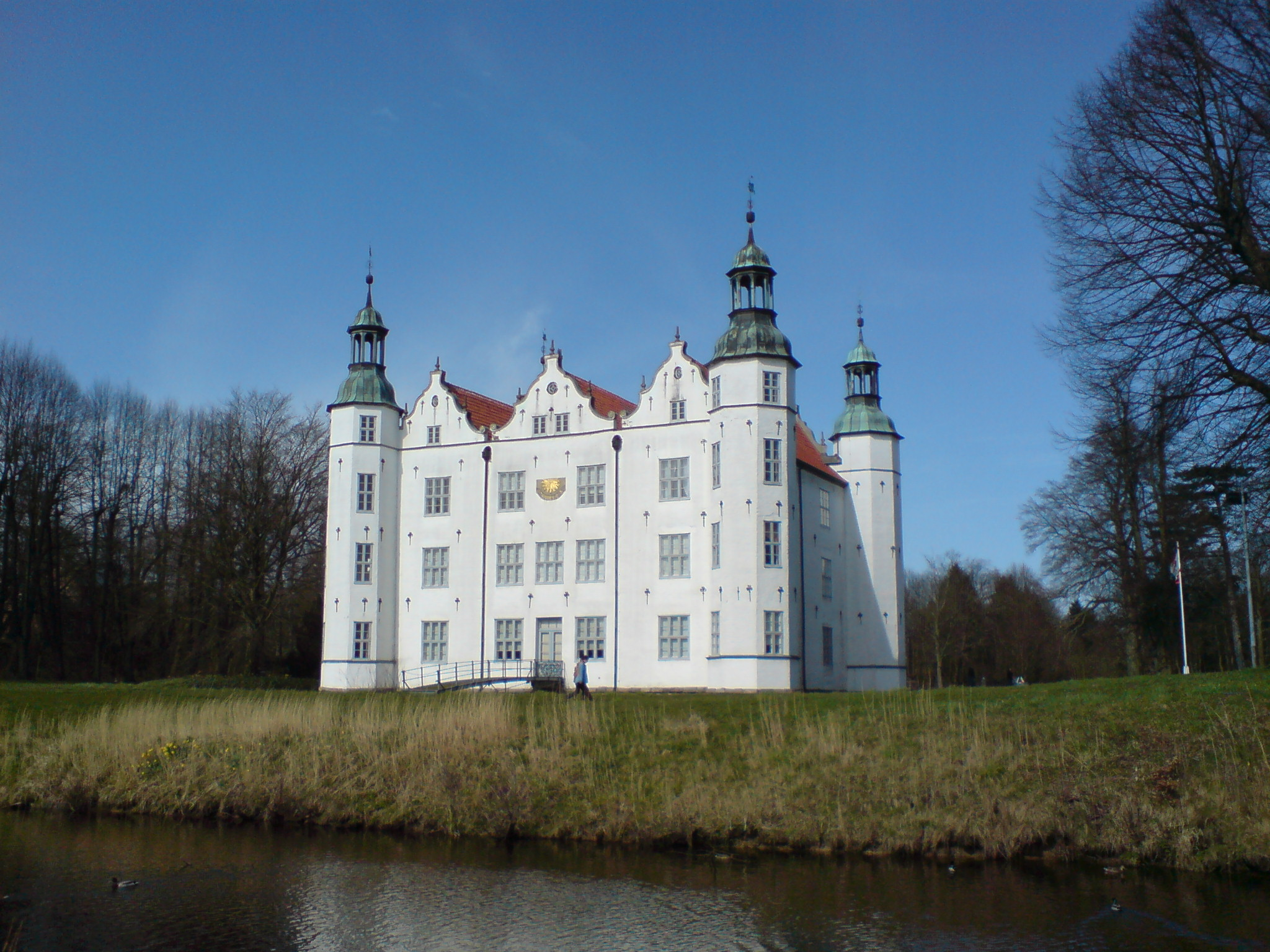
Panský dům v Ahrensburgu nazývaný pro svou výstavnost zámkem

V 17. století, které se v obou vévodstvích vyznačovalo především soupeřením dánských králů se šlesvicko-holštýnsko-gottorpskými vévody, znamenalo pro Ridderskaab období úpadku jeho politického významu. Již ke konci 16. století se Christiana Hesenská, matka nezletilého gottorpského vévody Johanna Adolfa, pokusila prosadit dědičné nástupnictví v gottorpském údělu, ovšem již v roce 1596 se svého záměru musela pod tlakem Ridderskaab vzdát. K zavedení dědičného nástupnictví a faktického absolutismu ve vévodstvích došlo až v roce 1646 v gottorpské části a roku 1650 v části královské (v samotném Dánsku pak až zákonem Kongeloven z roku 1660 s účinností od roku 1665). Sněm v Kielu se naposledy sešel roku 1675 a pak již jen jednou mimořádně na přelomu let 1711/12, aby projednal zvýšení daní, požadované králem Frederikem IV., tísněným probíhající velkou severní válkou. Symbolické pravidelné zdanění šlechty ve vévodstvích, zavedené v 16. století, se během 17. a 18. století neustále zvyšovalo, což podrývalo snahu majitelů statků o hospodářský rozvoj. V roce 1652 sněm v Kielu odhlasoval přenesení mnoha šlechtických privilegií, včetně hrdelního práva nad poddanými, z osob na šlechtické deskové statky. To znamenalo, že každý svobodný člověk, který si zakoupil deskový statek, získal vrchnostenská práva a hlas na zemském sněmu v Kielu a naopak šlechtic, který nevlastnil v zemi usedlost (nebyl tedy „osedlý“) většinu svých práv ztrácel (nadále např. mohl být souzen jen soudem pro šlechtu, kteréžto privilegium naopak nešlo získat koupí statku). V praxi ale k plebeizaci velkostatkářů ve Šlesvicko-Holštýnsku nedošlo. Šlechtický deskový statek (adliges Gut) nesměl být dělen, jinak by ztratil svá privilegia, ale mohl být prodán či děděn jen v celku. V 17. století přebírá Ridderskaab německý zvyk užívat predikáty s „von“, což v zemi dříve nebylo obvyklé. Dosud titulem jednotná šlechta se začíná vrstvit. Jako první získal konkrétní titul (hraběcí) Christian Rantzau, který si roku 1650 zakoupil v jihozápadním Holštýnsku zeměpanské pozemky od vévody z Gottorpu a dosáhl jejich povýšení u císaře na říšské bezprostřední hrabství Rantzau, existující do roku 1726, a pro sebe získal titul říšského hraběte s tím spojený. S hrabstvím byla spojena plná práva říšských stavů a hlas v Wetterauském hraběcím kolegiu říšského sněmu a hlas v krajském sněmu Dolnosaského kraje. Prvním „opravdovým“ šlechtickým říšským hrabětem, tedy nikoli suverénním říšským vládcem, se stal až v roce 1651 jeho příbuzný, hrabě Christoph von Rantzau, pán na statcích Schmoel, Oevelgönne a Hohenfelde, mj. první velkostatkář ve vévodstvích, který zrušil svým poddaným nevolnictví, místodržící ve vévodstvích, resp. na královském údělu a konvertita ke katolické víře. O čtrnáct let později získal říšský hraběcí titul také Friedrich von Ahlefeld, president říšského komorního soudu ve Špýru a pán alsaských panství Réchicourt-le-Château a Mörsberg. Celkově však říšské tituly hrabat a svobodných pánů získalo jen minimum rodů pocházejících z Holštýnska či Šlesvicka, což bylo způsobeno hlavně tím, že katoličtí Habsburkové nechtěli tyto tituly udílet „kacířským“ luteránům. Od roku 1671 se ale mnohým zemským rodům dařilo získat baronské a hraběcí tituly Dánského království. Postupně se také mění pořadí nejvýznamnějších zemských rodů. V druhé polovině 17. stol. zastínili dosud vedoucí rod Rantzauů Ahlefeldové, které ve století 18. postupně na čele nahradili Reventlowové a Bernstorffové. Navzdory ztrátě politické pozice na zemském sněmu i formálnímu rozvrstvení šlechty podle titulů se nadále částečně udržela středověká idea jednotné rytířské korporace a zemské rytířstvo začalo právě v této době pěstovat kontakty mezi sebou, které neměly politický dopad, avšak posilovaly jeho sebevědomí.

### Role Ridderskaab v novověku

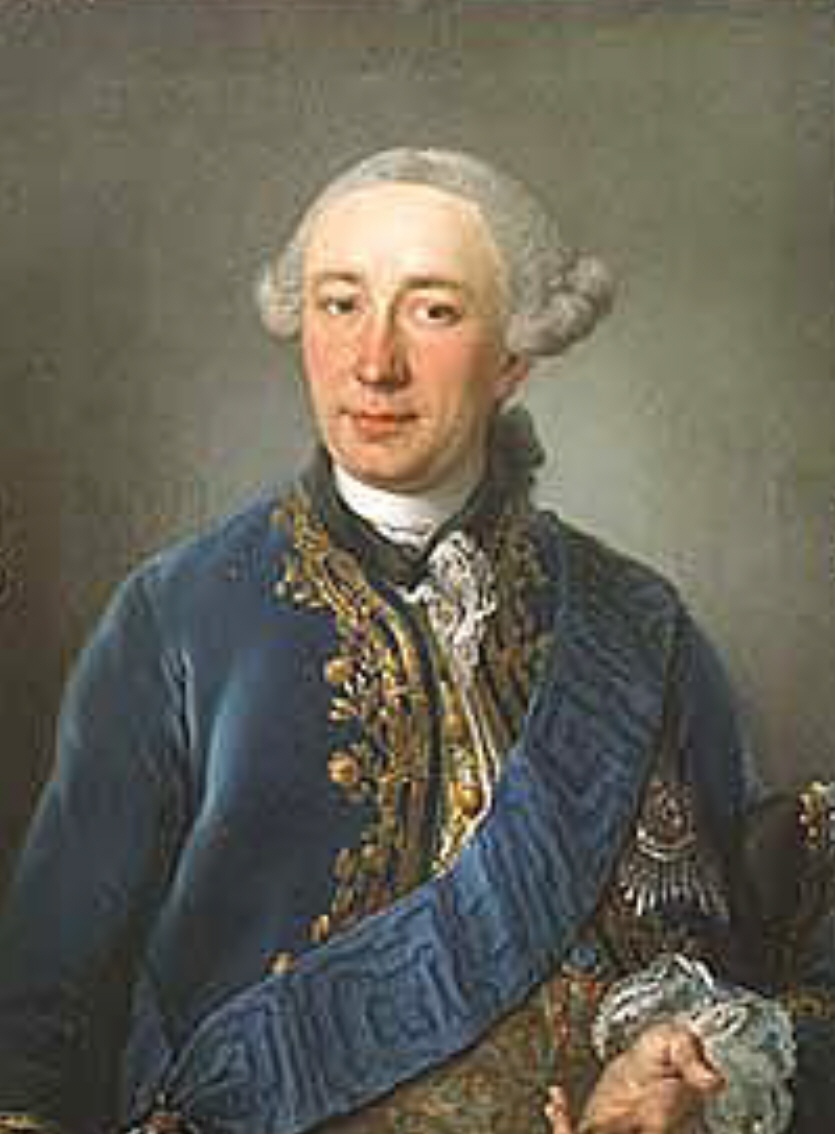
Hamburský obchodník s porcelánem a otroky a první hrabě Heinrich Carl von Schimmelmann

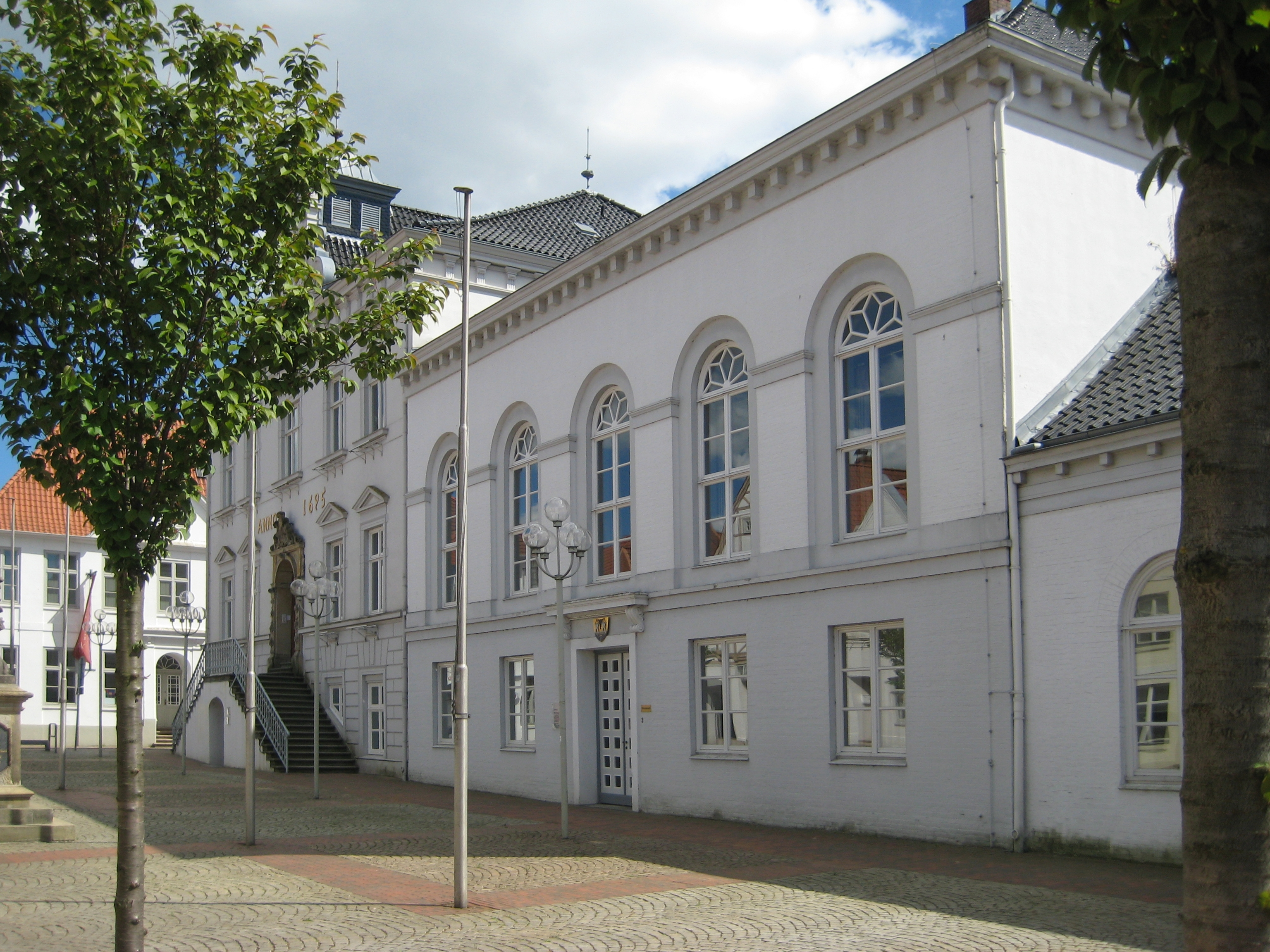
Budova holštýnského zemského sněmu v Itzehoe

V Dánsku samotném v 17. a 18. století část původních šlechtických rodů upadá či vymírá a jsou doplňovány nově přicházejícími Němci, v první řadě těmi nejbližšími z řad Ridderskaab. Dánský absolutistický stát potřeboval úředníky s dobrou kvalifikací i patřičným původem, a zemské rytířstvo ve službách králi nacházelo politické uplatnění, když již nemohlo zastupovat zemské stavy na sněmu (v Dánsku zažili velký vzestup např. Rantzauové, pro které tato kariéra představovala jistou náhradu za ztrátu pozic a prestiže ve vévodstvích, či Bernstorffové, kteří dosáhli skrz hraběte Andrease Petera Bernstorffa v Kodani pozice prvního ministra). Zrovna tak Ridderskaab přijímala do svých řad nově příchozí rody, převážně ze sousedních zemí: Meklenburska a Dolního Saska, někdy i ze vzdálenějších: Hesenska nebo Saska. Dánský jednotný stát (tzv. Gesammtstaat, v roce 1764 Dánsko definitivně připojilo ke svému území Gottorpské vévodství) v „éře Bernstorff“ se snaží o omezení pravomocí šlechty ve jménu modernizace a zbavuje ji například vyšší soudní pravomoci nad poddanými včetně práva hrdelního. Starý šlechtický statek (adliges Gut) jako soudní a správní jednotka je zachován, nově zřizované statky však mají pozici pouze tzv. „kancelářského statku“ (Kanzleigut), kde soudnictví a správa připadá královským orgánům, resp. místně příslušným obcím. Kanzleigut tak byl vlastně pouhým velkostatkem, i když byl v držení příslušníka Ridderskaab. Jeden z posledních státních ústupků rytířstvu v záležitosti stavovských tradic byl souhlas krále Kristiána VII. s vytvořením rytířské deputace u krále. Tento orgán, ustavený v roce 1775 z předních členů Ridderskaab, tvořil styčný prvek mezi panovníkem a zbytkem rytířstva. Zemské rytířstvo v předtuše dalších ztrát historických pozic se roku 1790 sdružilo v pevnou korporaci, která byla předznamenáním a faktickým přímým předchůdcem nynějšího občanského sdružení. V roce 1805 bylo na všech statcích zrušeno nevolnictví (mnohými šlechtickými vlastníky statků však zrušené již dříve) a postupně zaváděna selská samospráva v čele se selskými fojty. Roku 1815 bylo Dánsku přiřknuto Lauenburské vévodství, ovšem lauenburské rytířstvo tvořilo vlastní korporaci a do Ridderskaab se nezačlenilo, stejně, jako se do něj po roce 1937 nezačlenili urození vlastníci lenních vsí a statků na území bývalého svobodného města Lübeck. Revoluce roku 1830 nahlodala v Dánsku absolutistické struktury a král Frederik VI. přislíbil obnovení zemského sněmu. Sněm zasedal od roku 1836 v Itzehoe pro Holštýnsko a ve Šlesviku pro Šlesvicko. Oba sněmy však byly důsledně oddělené, zřízení jediného společného sněmu pro obě země král nepovolil. Navíc se na těchto sněmech zasedalo v kuriích a byly zřízeny zvláštní oddělené kurie pro rytířstvo jako korporaci a pro šlechtické statkáře, což vliv Ridderskaab drobilo. Vzrůstající německé i dánské národní uvědomění, tak jako sílící zemský patriotismus vyústili do revolučních a válečných událostí let 1848–1851 a 1864. Ridderskaab se nedokázala k událostem postavit jednotně. Někteří stáli za dánským králem, jiní prosazovali zemský patriotismus a vévodu Augustenburského a část šlechty se postavila na velkoněmeckou stranu reprezentovanou Pruskem a Rakouskem. V roce 1864, resp. 1866 se obě země dostaly pod vládu Pruského království. Spolu se zavedením pruské ústavy ve vévodstvích roku 1867 ztratily šlechtické statky svá dosavadní výsadní práva (například v Dánsku k tomu došlo, spolu se zrušením fideikomisů a ztrátou šlechtických osobních výsad již v roce 1848, tehdejší revoluční ústava a další změny však ve vévodstvích nikdy neplatily). Pruská vláda však nadále tolerovala jistou symbolickou míru samosprávy ze strany majitelů velkostatků, srovnatelné zhruba s funkcí „dědičného starosty“ obce. Šlechtické osobní výsady byly v Německu zrušeny roku 1919, symbolická autonomie statků trvala až v roce 1928. V pruském období získaly některé rody Ridderskaab pruské vyšší šlechtické tituly, výjimečně a jen pro vlastní osobu dokonce i tituly knížecí (Bülow – 1905, Wedel – 1914).

## Současnost
Po první světové válce zůstalo šlesvicko-holštýnské rytířstvo nadále sdružené ve formě občanského spolku. Dodnes se vybírají členské příspěvky a fungují všechny bývalé vnitřní stanovy, jako např. podmínky pro členství v „zemském sněmu“ (dnes již jen tzv. plénu, shromažďovacího orgánu Ridderskaab) či domácí řády ústavů šlechtičen/Damenstiftů. Existuje nadále i deputace rytířstva, ačkoli již nemá suveréna a nemůže tedy tvořit prostředníka mezi panovníkem a zbytkem Ridderskaab, zato se však transformovala do řídícího orgánu rytířstva a předsednictva pléna. Od 50. let 20. století patří k členům Ridderskaab také z Čech vyhnaná hrabata z Thun-Hohensteinu, kterým do roku 1974 patřil holštýnský zámeček Salzau. Dodnes platí zásada, že za člena šlesvicko-holštýnského rytířstva může být přijata jen osoba či rod šlechtického stavu, vlastnící v zemi alespoň jeden z bývalých deskových šlechtických statků (adliges Gut či Kanzleigut). Ridderskaab proto dohlíží na to, aby tyto statky byly uchovávány ve své územní celistvosti a nerozprodávaly se po částech. Na rozdíl od dřívějších dob však dnes již rodu či osobě nezaniká jeho členství v případě, že takový statek opět prodá a stane se ve Šlesvicku-Holštýnsku „bezzemkem“, jako tomu je např. v případě Buchwaldtů a Thun-Hohensteinů. Hlavními aktivitami rytířstva je udržování tradic, historický výzkum (genealogie, dějiny rodů a jejich vynikajících osobností) a také velkorysá charitativní činnost, provozovaná především prostřednictvím čtyř rytířstvem spravovaných evangelických ženských klášterů.

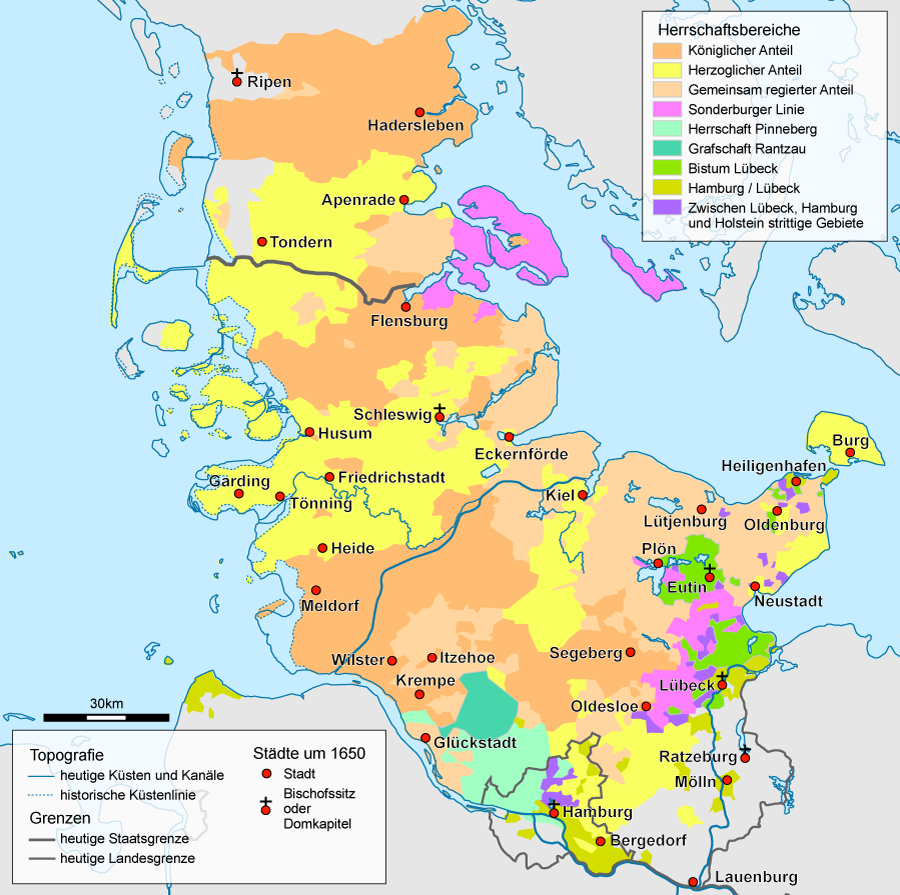
Šlesvicko-Holštýnsko kolem roku 1650. Lososově růžovou jsou vyznačeny statky Ridderskaab, tyrkysovou říšské hrabství Rantzau.

Rytířstvo je dnes tvořeno 36 rody, z nichž některé se dále dělí ve vícero rodových linií. Původně mělo holštýnské rytířstvo své statky především v povodí Eidery a v Ditmarsech, ovšem po rozšíření zeměpanských držav kolem Eidery a vzniku selských samospráv v Dithmarschích o většinu těchto statků přišlo. Dnes tvoří největší kompaktní oblast šlechtických statků dříve slovanská Vágrie, kde byly šlechtické parcely zřizovány již od 2. poloviny 12. století. Menší oblasti s (dříve) převažující vrchnostenskou pozemkovou držbou se nachází ve Sturmarech (Stormarn) kolem Bad Oldesloe a v jihozápadním Holštýnsku kolem Itzehoe. Ve Šlesvicku, které začalo Ridderskaab kolonizovat od sklonku 14. století, bylo zřízeno mnohem méně rytířských statků s panskými domy. Až na nevýznamné výjimky byly soustředěny v krajích Dänischer Wohld, Schwansen, jižním Angeln a také v oblasti západně od poloostrova Sundeved, kolem dnešního královského, dříve ahlefeldovského zámku Gråsten. Podle data přijetí do Ridderskaab se jednotlivé rytířské rody dělí na tzv. Equites originarii (doslova „původní rytíři“) a Recepti (doslova „přijatí“).

### Seznam rodů Ridderskaab v současnosti
Kompletní seznam včetně vymřelých a vyloučených rodů najdete pod heslem: Seznam rodů Ridderskaab
Zkratky označují šlechtický titul, jaký v současnosti konkrétní rod, případně jeho jednotlivé větve požívají (vypsány jsou pouze ty rodové větve, které dodnes patří do Ridderskaab): l. hr.: dánský lenní hrabě, hr.: hrabě, sv. p.: svobodný pán (německý titul), br.: baron (dánský titul) šl.: prostý šlechtic

#### Equites originarii
Mezi Equites originarii patří dnes ty rody, které byly členy zemského Ridderskaab již před zřízením rytířské korporace v roce 1790. I rody přijaté ještě před rokem 1790 však mohou náležet jen mezi Recepti, pokud nejde o "prastarý rod" (v Německu nazývaný Uradel), tj. rod, který byl v zemi svého původu znám jako šlechtický nejpozději v letech 1350–1400 a jeho povýšení do šlechtického stavu již nelze dohledat. Rody, které byly povýšené později, máme doložený jejich nobilitační list, ale do řad Ridderskaab pronikly již před rokem 1790, jsou zařazeny jen do skupiny "Recepti" (např. dnes již vymřelý rod von Qualen). Dnes žije již jen devět rodů původního rytířstva řadících se k Equites originarii:
Rody, které můžeme doložit v Holštýnsku již ve 13. nebo 14. století a zároveň rody s holštýnským původem (vzhledem k zániku původní šlesvické šlechty a holštýnské kolonizaci se nevztahovalo automaticky na rody šlesvické):
- Ahlefeld (hr., sv. p., šl.)
- Brockdorff (hr., br.) - z tohoto rodu pocházela metresa Augusta Silného,hraběnka Anna Kozelská
- Buchwaldt (šl.)
- Rantzau (hr., šl.)
- Reventlow (hr.)
- Rumohr (šl.)
- Thienen-Adlerflycht (br.) – rod Thienen doložen kolem roku 1000 v holštýnských Ditmarsech, kolem roku 1180 vyhnáni ze země, před rokem 1315 se vrátili a byli přijati do Ridderskaab jako původní zemský rod, roku 1840 připojení jména Adlerflycht

Rody později přijaté:
- Holck (hr.) - přijati v roce 1786, resp. 1800, pocházeli ze Šlesvicka (jediní zbyli z prvotní zemské šlechty) a šlo původně o Dány
- Schack (l. hr, hr.) – pocházeli ze sousední oblasti kolem Bardowicku u Lüneburgu, kolem roku 1580 se usadili v Holštýnsku a v roce 1714 přijati do Ridderskaab

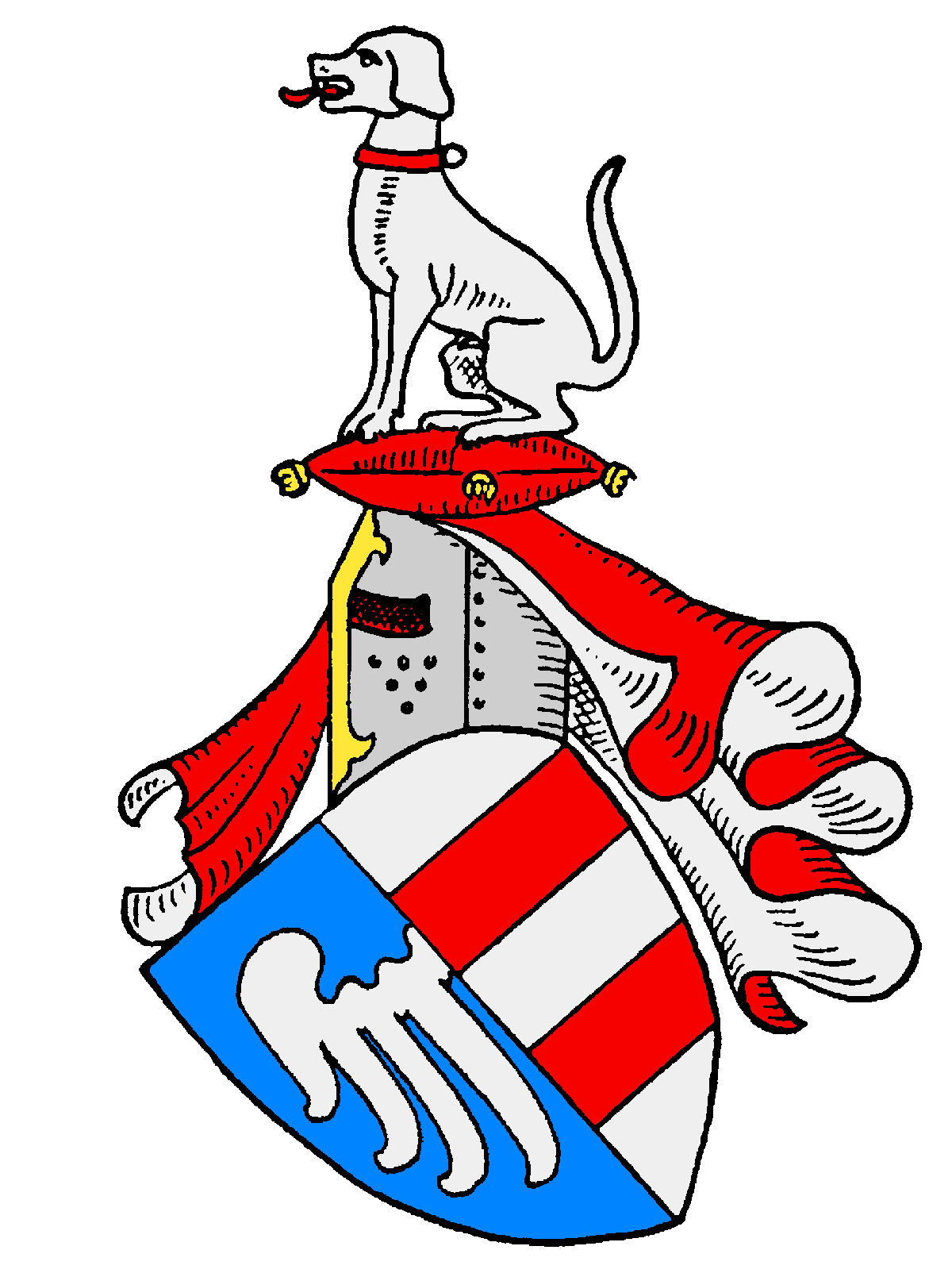
Ahlefeld
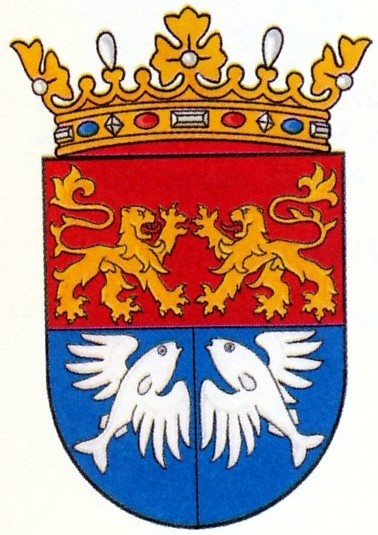
Brockdorff
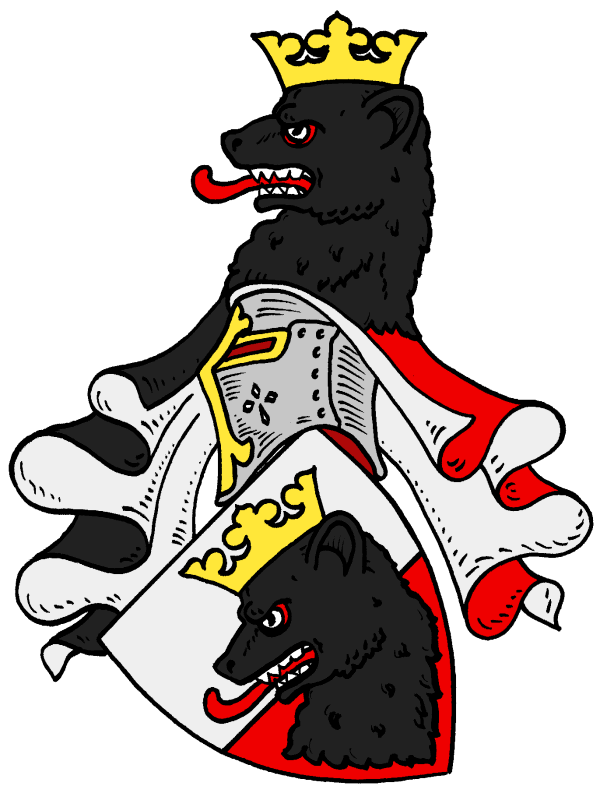
Buchwaldt
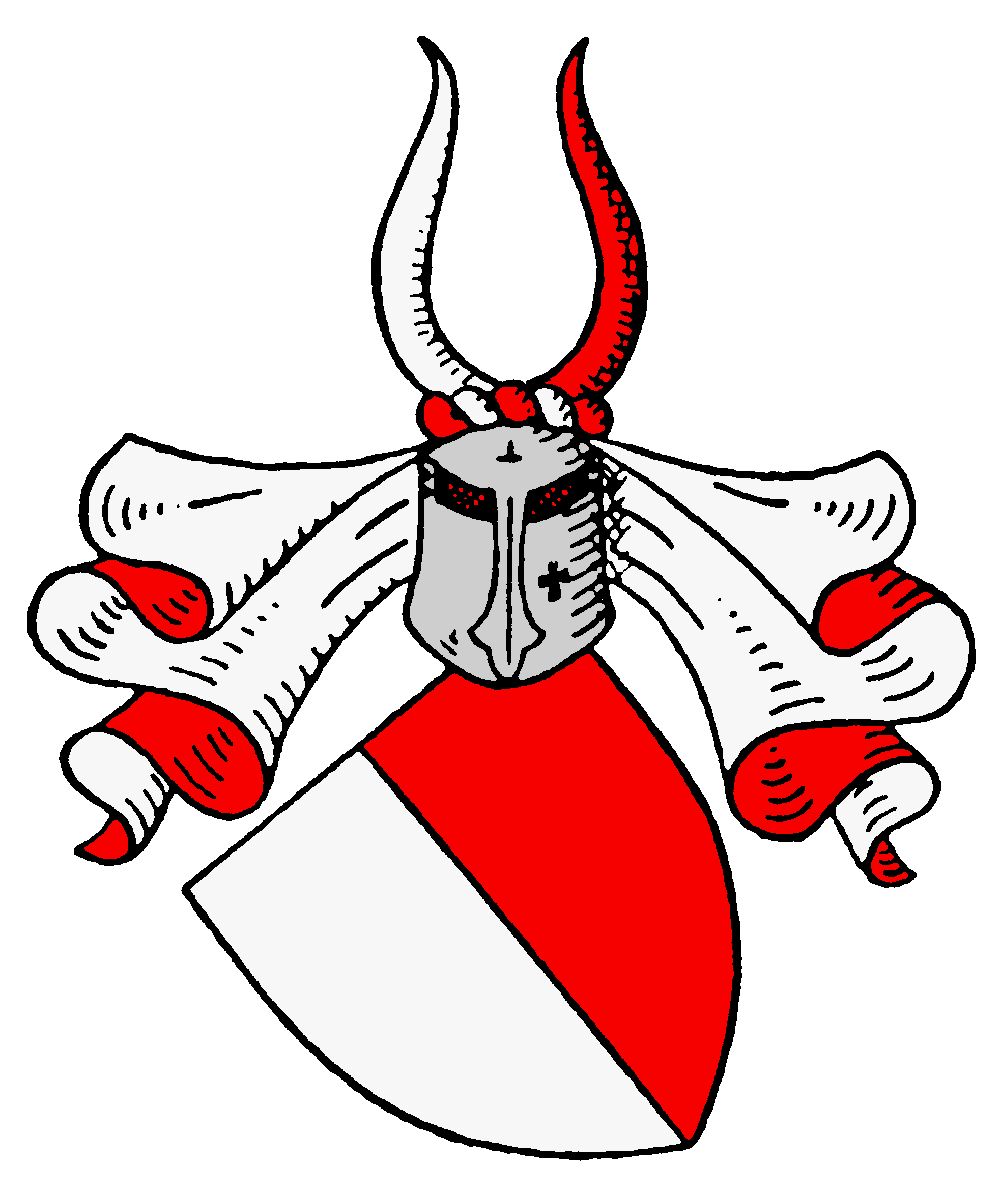
Rantzau
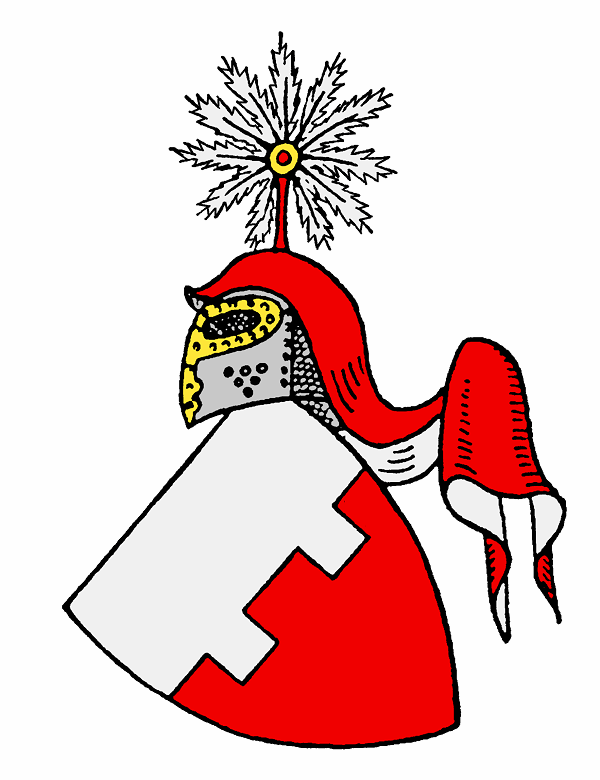
Reventlow
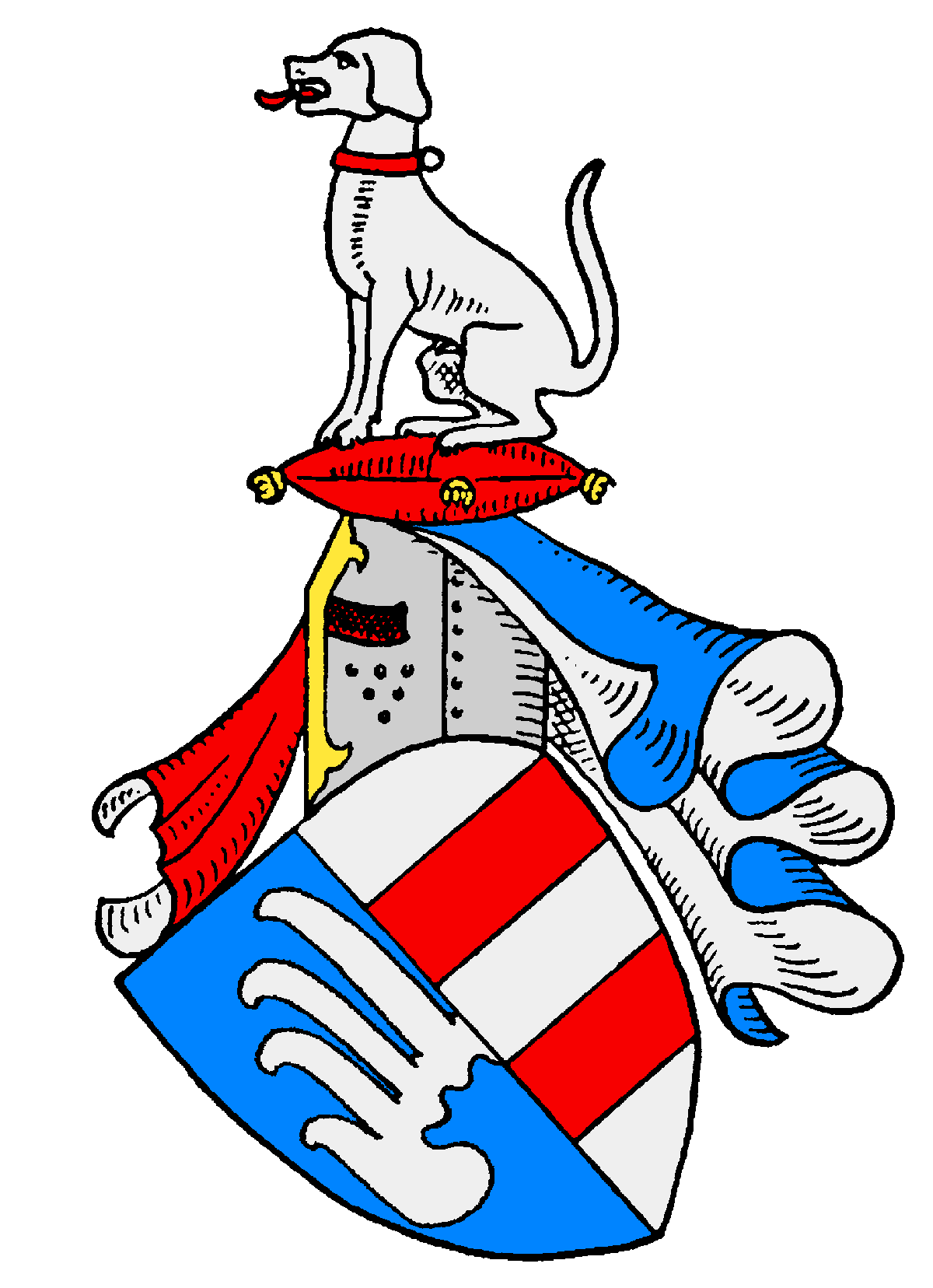
Rumohr (shodný erb s Ahlefeldy)
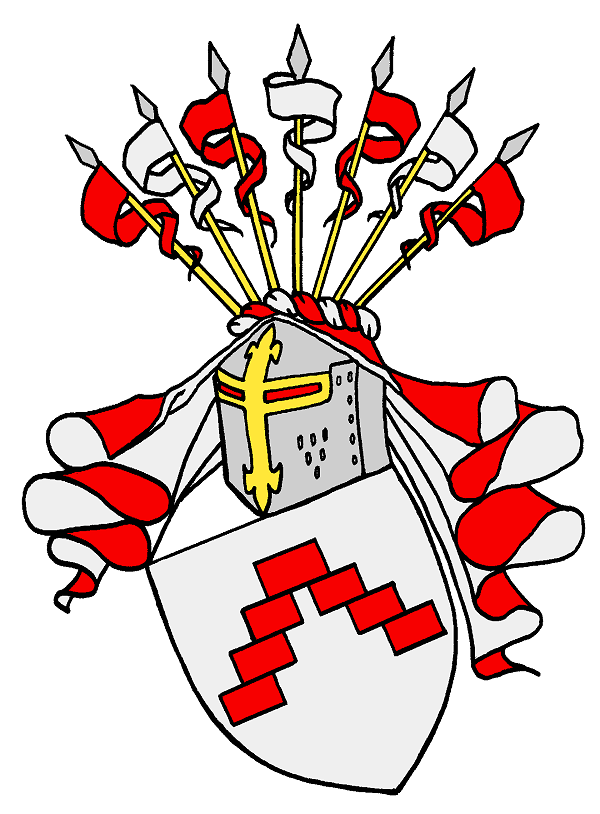
Holck
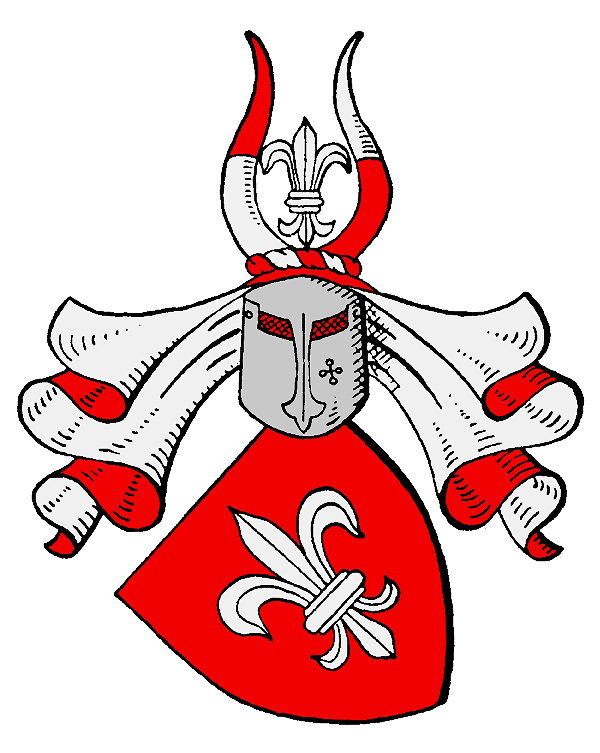
Schack
Znak říšského hrabství Rantzau

#### Recepti
Mezi tzv. Recepti, tedy rody do šlesvicko-holštýnského rytířstva později přijaté, patřili a patří ti, kteří v zemi žili již třetí generaci a zároveň tu vlastnili vrchnostenský statek (Adliges Gut nebo Kanzleigut). Náleží k nim dvě skupiny šlechtických rodin.

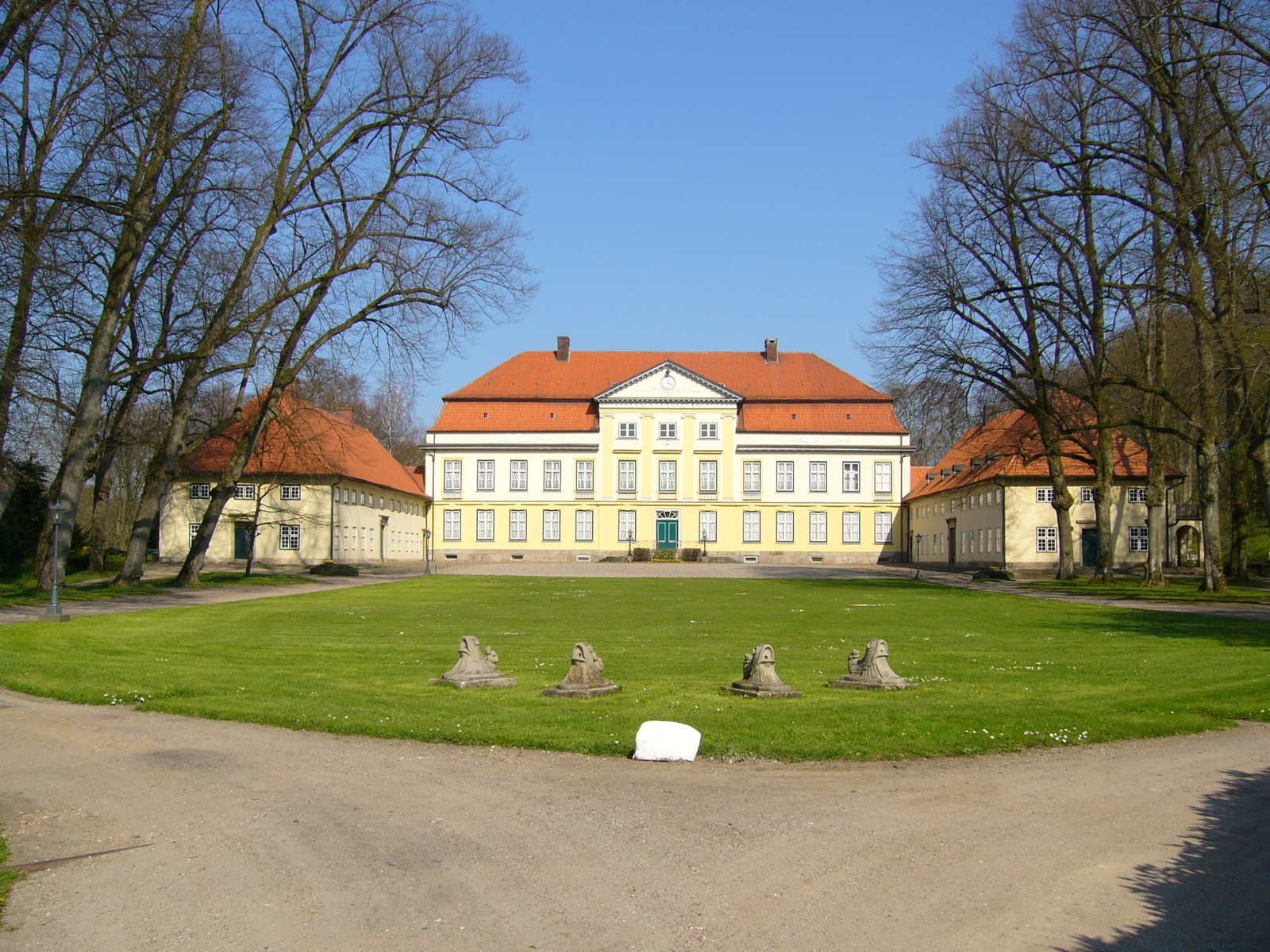
Panský dům hrabat Reventlowů z 18. století v holštýnském Emkendorfu

Staré i mladší šlechtické (rytířské) rodiny ze sousedních zemí:
- Plessen (hr, br.) – snad prastarý rod původem z okolí Göttingenu v Saském vévodství, prokazatelně rod z Meklenburska
- Baudissin (hr.) – rod z Horní Lužice
- Platen (hr.) – rod z Rujány, hallermundská větev mediatizována
- Levetzow (sv. p., šl.) – meklenburský rod, pocházela z něj Ulrika von Levetzow
- Bernstorff (l. hr., hr.) – rod původem z Meklenburska
- Hahn (hr.) – prastarý meklenburský rod
- Scheel (l. hr., hr.) – rod původem z Dánska
- Holstein (hr.) – vzhledem k jejich jménu se uvažuje o holštýnském původu rodu, poprvé doloženi v oblasti Bergu
- Hessenstein (hr.) – nemanželští potomci hesensko-kasselského lankraběte Viléma IX.
- Thun-Hohenstein (hr.) – rod původem z Jižního Tyrolska, do Holštýnska přišel po druhé světové válce z ČSR
- Hobe-Gelting (br., šl.) – rod meklenburského původu
- Bethman-Hollweg (šl.) – nobilitovaní bankéři z Frankfurtu, pocházel z nich německý kancléř Theobald von Bethmann-Hollweg
- Kerssenbrock (hr.) – prastarý rod z oblasti Lippe
- Bülow (hr., šl.) – rod z Meklenburska, pocházel z něj německý kancléř Bernhard von Bülow
- Waldersee (hr.) – nemanželští potomci anhaltsko-desavského knížete Leopolda III.
- Westphalen zu Fürstenberg (hr.) – rod z Vestfálska
- Stolberg-Stolberg (hr.) – mediatizovaný rod původem z Harzu

Původně neurozené rodiny povýšené v průběhu času ve vévodstvích do šlechtického stavu:
- Abercron (šl.)
- Donner (sv. p.)
- Liliencron (sv. p.)
- Kielmansegg (hr.)
- Luckner (hr.)
- Jenisch (sv. p., šl.)
- Schiller (šl.) – potomci Friedricha Schillera
- Schimmelmann (hr.) – z tohoto rodu pocházela Julia, hraběnka von Schimmelmann, manželka Fridricha, hraběte von Reventlow a hlava emkendorfského literárního salonu, významná představitelka severoněmeckého osvícenství

#### Rod mimo Ridderskaab usazený ve Šlesvicko-Holštýnsku
- Wedel (l. hr., br., šl.) – rod z holštýnského Sturmarska (Stormarn), stejně starobylý jako Equites originarii se kterými patřil ve středověku k zemským stavům, nevstoupil však roku 1790 ani později do spolku zemského rytířstva

## Orgány šlesvicko-holštýnského rytířstva

### Evangelické dámské konventy

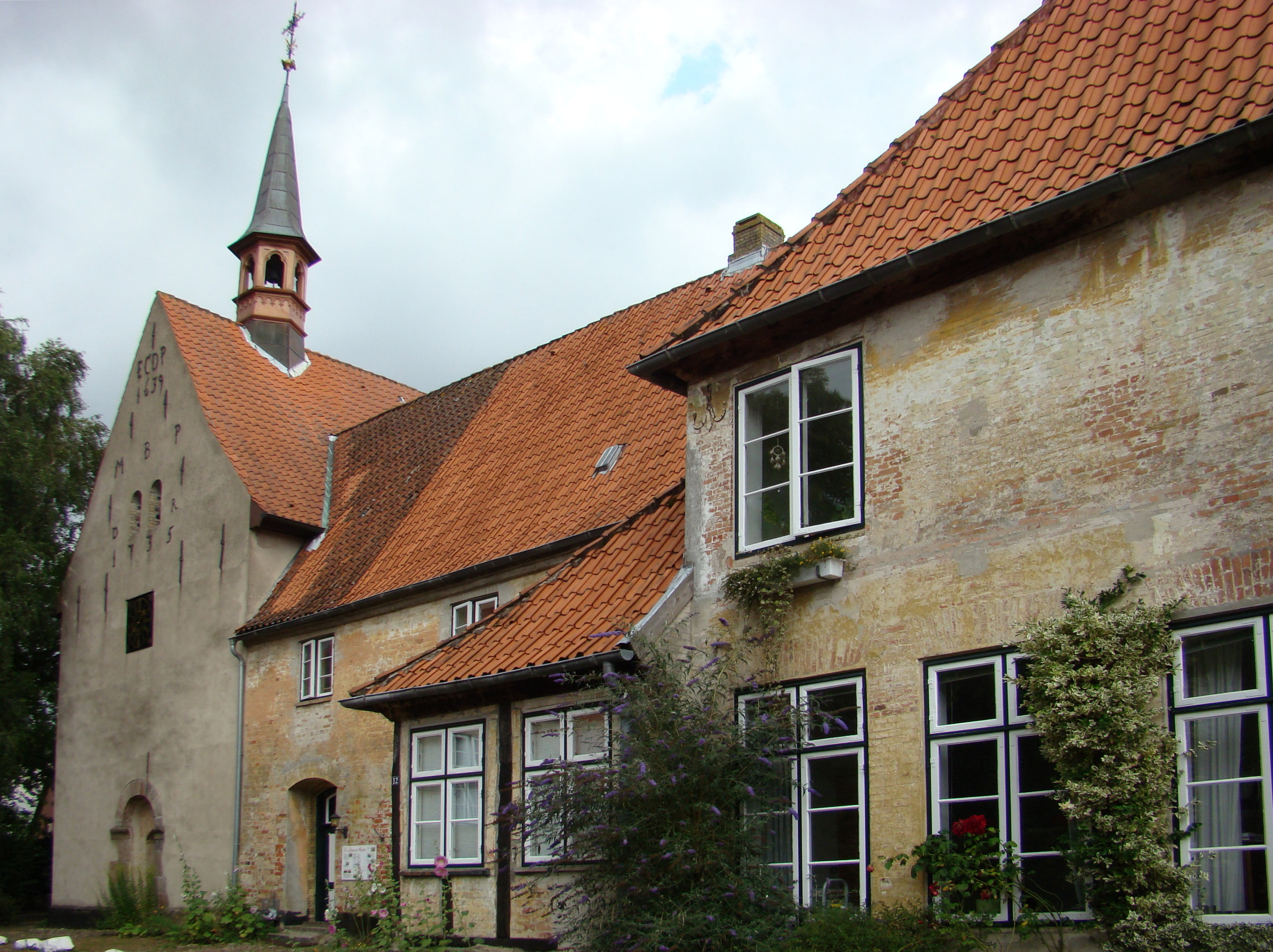
Evangelický ženský klášterní ústav sv. Jana ve Šlesviku

Významným orgánem Ridderskaab jsou čtyři dodnes fungující ženské evangelické konvety – ústavy šlechtičen (Damenstift), zřízené za reformace z dříve katolických klášterů. Konventy stojí v holštýnském Preetzu, Uetersenu a Itzehoe a ve šlesvickém klášteře sv. Jana na okraji Šlesviku. Tyto rytířské „damenstifty“ obdržely roku 1639 jednotný domácí řád, se kterým byl každému klášteru přidělen hlas na zemském sněmu, stejně, jako byl tento hlas doposud svázán s deskovým statkem. S hlasem se ovšem pojila, opět stejně jako v případě šlechtických statků, také povinnost platit příspěvek do pokladny rytířstva, což ve formě členského příspěvku občanského sdružení trvá dodnes. V čele konventu stojí abatyše (Äbtissin, v Itzehoe) či představená, resp. převorka (Priörin, ve zbývajících třech klášterech). Od 16. století platí, že světské a zejména hospodářské záležitosti evangelických konventů vyřizuje evangelický probošt (Probst) jako ochránce kláštera, na kteroužto pozici je vybírán výlučně člen Ridderskaab. Původně byly tyto evangelické ženské kláštery přístupné pouze pro konventní dámy z řad zemského rytířstva, po roce 1918 se však otevřely všem zájemkyním ochotným odevzdat se duchovnímu životu s celibátem a také schopným uhradit dopředu přibližné náklady jejich doživotního pobytu. Dnes už ani představená nebo abatyše nemusí nezbytně pocházet z řad šlesvicko-holštýnského rytířstva, ovšem většinou se dbá na to, aby byla alespoň šlechtického původu. Bez ohledu na původ představené kláštera je však daný klášter prostřednictvím oné představené zastoupen v orgánech Ridderskaab (dcery rodů Ridderskaab však dodnes mají mezi konventními dámami většinu).

### Trvalé deputace (grémium)
Trvalá deputace rytířstva, vzniklá roku 1775 jako styčný orgán Ridderskaab pro komunikaci s dánským (od roku 1867 pruským) králem, plní dnes úlohu předsednictva rytířského pléna. Členství v deputaci je doživotní a členové jsou buď voleni plénem, nebo jejich členství vyplývá z držby úřadů Ridderskaab, jež lze ovšem rovněž získat jen zvolením od pléna. Členy jsou jednak představené čtyř rytířských ženských klášterů, čtyři klášterní ochránci-probošti, šest volených „rytířů“, kteří mají ve svém osobním vlastnictví bývalý deskový statek (tj. rody co své statky prodaly, případně mladší synové a příbuzní-bezzemci velkostatkářů jsou z členství předem vyloučeni) a také syndikus rytířstva, který je v dnešní době především pokladníkem a ekonomem, zodpovídajícím za vybírání členských příspěvků a za výdaje (v současnosti je jím Vinzenz, hrabě von Baudissin). Syndikus také nemusí být a obvykle nebývá sám vlastníkem deskového statku, což někdy platí i pro světské probošty rytířských konventů. Mezi šesti volenými statkáři v současnosti zasedají hlavy rodů Baudissin, Bülow, Hobe, Jenisch, Rantzau a Reventlow. Představený tohoto grémia bývá volen (nikoli doživotně) všemi 15 členy deputace. Zvolen můž jen jeden ze čtyř konventních proboštů (aktuálně je jím Hans, hrabě zu Rantzau, probošt konventu v Itzehoe). Trvalá rytířská deputace má za povinnost scházet se nejméně třikrát do roka. Do její kompetence patří přijímání nových konventních dam do rytířských konventů, opravy a stavební úpravy na klášterních budovách či spolupráce a kooperace Ridderskaab v oblasti vědy a kultury.

### Plénum
Plénum je schvalovacím a „zákonodárným“ orgánem Ridderskaab. Je přímým pokračovatelem stavovského zemského sněmu, resp. – od jejího založení v roce 1836 - sněmovní rytířské a velkostatkářské kurie. Jeho pravomoci jsou dnes pochopitelně omezeny jen na vnitřní záležitosti zemského rytířstva. Plénum se skládá ze všech „rytířů“, kteří jsou majiteli bývalého deskového statku a také z obou představitelů (abatyše či představené a probošta) každého ze čtyř rytířských dámských konventů. Předsedou pléna bývá jeden z těchto osmi konventních představitelů. Plénum se schází jednou ročně. Plénu se se svojí činností a také s hospodařením zodpovídá deputace (každé shromáždění proto obvykle začíná čtením výroční zprávy a výkazu z hospodaření). Plénum má právo hlasovat a rozhodovat o návrzích na změny ve stanovách zemského rytířstva. Kromě schvalování činnosti a rozpočtu deputace vytváří plénum (v době, kdy se neschází) ze svého středu inspekční týmy, které provádějí vizitace čtyř rytířských konventů a také kontrolu účtů Ridderskaab v průběhu roku). Každoroční zasedání pléna bývá následováno odbornou zájmovou přednáškou a slavnostní večeří.

### Plénum plenorum
Plénum plenorum je jakousi „valnou hromadou“ celého Ridderskaab. Právo v něm zasedat mají všichni dospělí muži z rodů, přijatých do šlesvicko-holštýnského rytířstva, ať už oni nebo i celé jejich rody vlastní deskový statek nebo ne. Ženám je ovšem plénum plenorum otevřeno pouze tehdy, pokud dotyčná šlechtična buďto sama vlastní deskový statek (většinou jde o dcery z rodů, které vyhasly po meči) nebo je představenou/abatyší jednoho ze čtyř klášterů. Plénum plenorum je řízeno, stejně jako plénum, aktuálně zvoleným prelátem (prelátkou) jednoho ze čtyř evangelických klášterů. Plénum plenorum se schází nepravidelně podle potřeby a jeho jediná rozhodovací funkce se týká hlasování o přijetích nových šlechtických osob či rodů do Ridderskaab.